# دانييل بوولنجر
دانييل بوولنجر (بالفرنسية: Daniel Boulanger)‏ (و. 1922 – 2014 م) هو ممثل، وكاتِب، وكاتب سيناريو، وشاعر، وكاتب للأطفال، من فرنسا، ولد في كومبيين، توفي عن عمر يناهز 92 عاماً.

## جوائز وترشيحات
حصل على جوائز منها:
- جائزة كليبر-هايدنس ‏ (1983)
- جائزة الأمير بيير  [لغات أخرى]‏
- الجائزة الأدبية الكبرى لجمعية الآداب [الإنجليزية]‏
- Prix du Livre Inter [الإنجليزية]‏.

ترشح لـ:
- جائزة الأوسكار لأفضل كتابة "سيناريو أصلي"، عن عمل: That Man from Rio [الإنجليزية]‏.

## وصلات خارجية
- دانييل بوولنجر على موقع IMDb (الإنجليزية)
- دانييل بوولنجر على موقع ألو سيني (الفرنسية)
- دانييل بوولنجر على موقع تيرنر كلاسيك موفيز (الإنجليزية)
- دانييل بوولنجر على موقع أول موفي (الإنجليزية)
- دانييل بوولنجر على موقع قاعدة بيانات برودواي على الإنترنت (الإنجليزية)
- دانييل بوولنجر على موقع قاعدة بيانات الأفلام السويدية (السويدية)
- دانييل بوولنجر على موقع قاعدة بيانات الفيلم (الإنجليزية)
- دانييل بوولنجر على موقع كينوبويسك (الروسية)